# Jan van Gool
Jan van Gool nebo Johan van Gool (1685, Haag – 1765, Haag), byl životopisec umělců a malíř.

## Dílo
- VAN GOOL, Jan. Nieuwe schouburg der Nederlantsche kunstschilders. Haag: [s.n.], 1750–1751. 2 svazky.[1]